# Schweminski
Schweminski (Varianten: Schweminski/Schweminska, Sweminski/Sweminska) ist ein deutsch-polnischer Familienname, der sich aus dem deutschen Familiennamen Schwemin entwickelt hat. Laut Karl Schweminski handelt es sich hierbei um einen Herkunftsnamen, welcher sich auf den Ort Schwemmin (poln. Świemino) bei Köslin in Pommern bezieht, aus dem die Schwemins laut Karl Schweminski stammten. Die späteren Schweminskis wiederum sind deren aus der Koschneiderei in Westpreußen stammende Nachfahren.

## Geschichte
Mit Beginn des 18. Jahrhunderts bekamen Familien der Dörfer der Koschneiderei, die sich "durch Besitz und Bildung hervortaten" das polnische Suffix -ski an ihren Familiennamen angehängt, wodurch sich aus dem Nachnamen Schwemin der Nachname Schweminski entwickelte. Schweminski-Schulzenkinder heiraten untereinander und neben Schulzenkindern aus den deutschen Dörfern der Koschneiderei auch in Schulzenfamilien der umliegenden polnischen Dörfer ein, wo sich die Namensvarianten Szweminski und Szweminska entwickelten. Weniger bemittelte Schwemin-Familien behielten die ursprüngliche Namensform Schwemin, Szwemin oder Swemyn bei.

## Namensvarianten
Im Bereich der deutschsprachigen Koschneiderei fand sich für beide Geschlechter vorwiegend die Namensvariante Schweminski. Im polnischsprachigen Umland gab es später auch die geschlechtsspezifischen Varianten Swemiński und Swemińska:
| Sprachvarianten | deutsch     | polnisch               |
| --------------- | ----------- | ---------------------- |
| männlich        | Schweminski | Szweminski, Szwemiński |
| weiblich        | Schweminski | Szweminska, Szwemińska |

Die Namen variierten auch je nach Pfarrer, der den jeweiligen Kirchenbucheintrag vornahm, und im Lauf der Geschichte auch nach politischer Zugehörigkeit der deutschsprachigen Koschneiderei zu Königlich Preußen, Königreich Polen, Königreich Preußen/Freistaat Preußen, Republik Polen oder dem Deutschen Reich. So wurde der seit 1807 amtierende Vikar zu Osterwick und spätere Pfarrer von Lichnau, Schulzensohn Jacob Szwemiński auch Schweminski oder – ohne das polnische diakritische Zeichen "´" – Szweminski geschrieben.

## Namensverbreitung
In Deutschland gab es mit Stand 2008 ca. 50 Personen mit dem Nachnamen Schweminski in Deutschland sowie ca. fünf Personen mit der polnischen Namensvariante Szweminski, in Polen ca. sechs Personen mit dem Nachnamen Szweminski, welche alle im Umfeld der früheren Koschneiderei und etwas westlich davon lebten sowie ca. sieben Personen namens Szweminska im weiteren Umfeld der früheren Koschneiderei sowie ungefähr sieben Personen mit dem Nachnamen Schweminski in Mexiko (Nachfahren eines nach Mexiko ausgewanderten Lübecker Schweminskis), Stand 2011.
| Land        | ungefähre Anzahl |
| ----------- | ---------------- |
| Deutschland | 50               |
| Schweiz     | 0                |
| Österreich  | unbekannt        |
| Polen       | 13               |
| Mexiko      | 7                |
| USA         | unbekannt        |
| weltweit    | > 70             |

Anzahl lebender Personen mit Varianten
des Nachnamens Schweminski nach Ländern

## Bekannte Namensträger
- Jenny Schweminski (1859–1937), deutsche Kunstmalerin
- Johann Schweminski (1812–1878), Autor von Materialien zur Geschichte deutscher Mundarten und Professor am Mariengymnasium in Posen

## Verweise